# X-O da dinero
X-0 da dinero fou un concurs emès per Televisió Espanyola entre 1959 i 1960.

## Mecànica
Fou la versió espanyola del concurs estatunidenc Tic-Tac-Dough. Es tracta del primer concurs emès des dels estudis de Miramar i es basa en una fórmula ja assajada en algunes televisions estatunidenques. El format del programa respon al clàssic joc de preguntes i respostes, amb la particularitat que fou el primer espai televisiu espanyol en què el guanyador obtenia un premi en metàl·lic (500 pessetes).